# Francuskie miejscowości zniszczone podczas I wojny światowej
Podczas I wojny światowej, a w szczególności podczas bitwy pod Verdun, dziewięć francuskich miejscowości w departamencie Moza zostało całkowicie zniszczonych w trakcie walk. Po wojnie ustalono, że zniszczone wsie nie zostaną włączone w granice okolicznych miejscowości, a także nie będą odbudowane, jako że zostały ogłoszone „umarłymi za Francję”.
Obecnie spośród dziewięciu zniszczonych wsi trzy zostały odbudowane i ponownie zamieszkane.

## Lista zniszczonych miejscowości

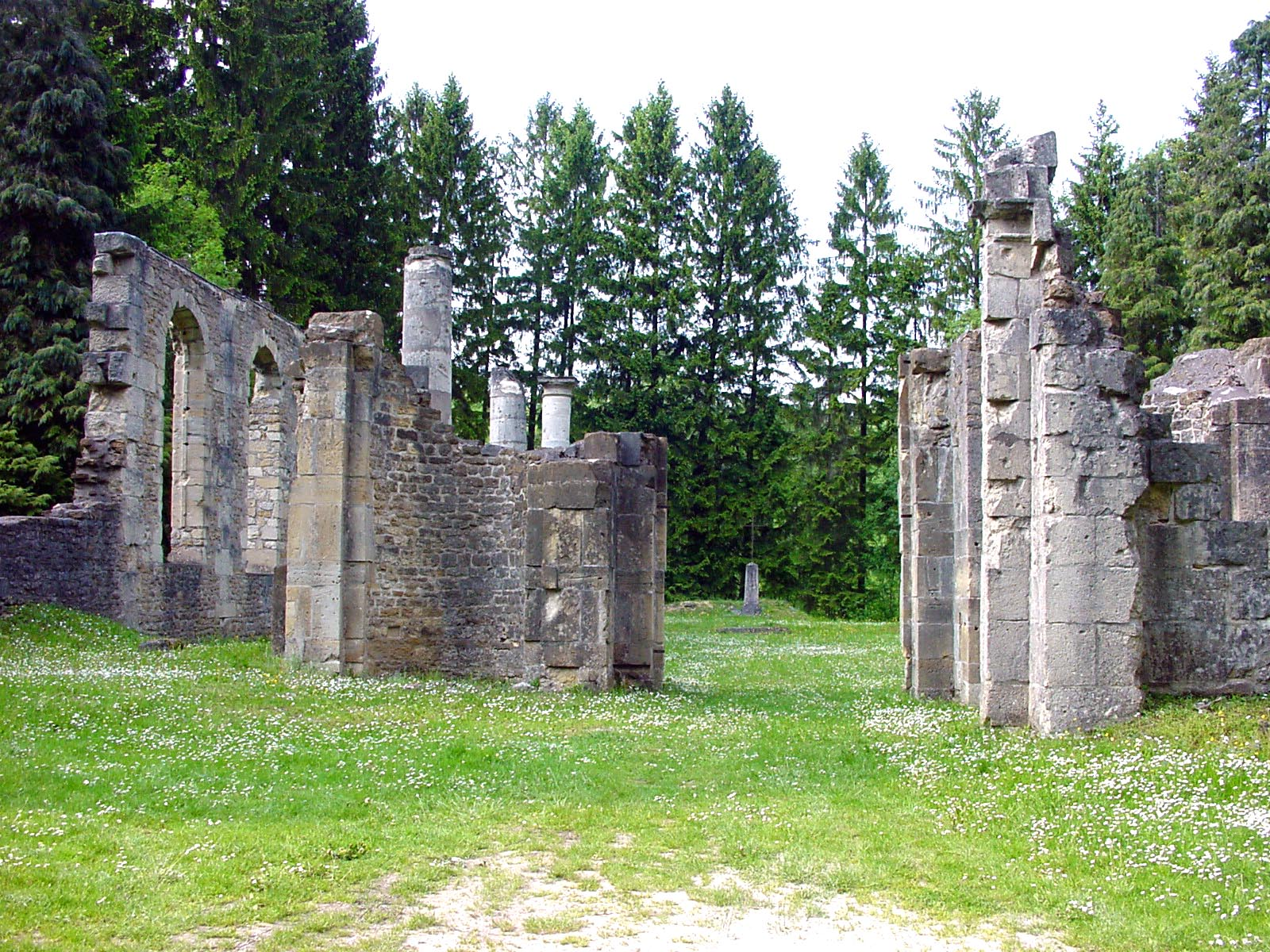
Ruiny kościoła w Ornes

- Beaumont-en-Verdunois
- Bezonvaux
- Cumières-le-Mort-Homme
- Douaumont (odbudowane)
- Fleury-devant-Douaumont
- Haumont-près-Samogneux
- Louvemont-Côte-du-Poivre
- Ornes (odbudowane)
- Vaux-devant-Damloup